# Khader Yousef
Khader Yousef Abu Hammad (6 de outubro de 1984) é um futebolista profissional palestino que atua como meia.

## Carreira
Khader Yousef representou a Seleção Palestina de Futebol na Copa da Ásia de 2015.